# Port lotniczy Salvador-Magalhães
Port lotniczy Porto Salvador-Magalhães (IATA: SSA, ICAO: SBSV) – port lotniczy położony 20 km na północ od Salvadoru, w stanie Bahia, w Brazylii.